# Monumento allo Yekatit 12
Il monumento allo Yekatit 12 è un memoriale in forma di obelisco eretto nel 1955 in memoria delle vittime etiopi della strage di Addis Abeba (conosciuta in Etiopia con il nome di Yekatit 12), la sanguinosa rappresaglia italiana che, nel febbraio 1937, ebbe luogo nella capitale etiope dopo il tentato assassinio di Rodolfo Graziani, viceré d'Etiopia. Il monumento sorge al centro della grande piazza circolare di Addis Abeba che porta lo stesso nome (Yekatit 12 adebabay, in amarico የካቲት ፲፪ አደባባይ). 
Il monumento è noto anche come monumento alle vittime del fascismo o monumento dei martiri o Sidist Kilo, che è anche il nome del quartiere.

## Storia
Yekatit 12 (12 febbraio secondo il calendario etiopico, equivalente al 19 febbraio nel calendario gregoriano) è la data della strage di Addis Abeba del 19 febbraio 1937. Per commemorare tale evento e più in generale tutte le vittime delle repressioni fasciste avvenute durante l'epoca coloniale, venne eretto un monumento che porta il nome della data stessa, alla quale è anche intitolata la piazza Yekatit 12, e il cui nome completo è monumento alle vittime del Fascismo. 
L'obelisco fu progettato e realizzato nel 1955 dagli scultori jugoslavi Antun Augustinčić e Frano Kršinić, con la collaborazione degli etiopi Yofthe Negusie e Ageghue Engeda. L'inaugurazione avvenne il 14 dicembre 1955 in occasione della visita ufficiale in Etiopia del maresciallo Tito, che nell'occasione ricevette anche la cittadinanza onoraria e le chiavi della città di Addis Abeba.
Da allora, l'imperatore etiope Hailé Selassié ha deposto una corona di fiori ai piedi dell'obelisco ogni 19 febbraio. La pratica memoriale è continuata anche durante il regime del Derg di Menghistu Hailé Mariàm. Successivamente la corona di fiori è stata posta dal sindaco di Addis Abeba, e più di recente dal Presidente dell'Etiopia.
Dopo lo Yekatit 12, Antun Augustnčić ha eretto altri due monumenti pubblici in Etiopia: il Monumento al partigiano etiope a Hollet (1959) e il monumento a Ras Maconnen ad Harar (1959). Si tratta di uno dei pochi leoni sabei che non è stato rimosso durante il regime socialista del Derg.

## Descrizione
Il monumento è un obelisco bianco, la cui base è cinta sui quattro lati da gruppi scultorei bronzei degli scultori jugoslavi Antun Augustinčić e Frano Kršinić, che rappresentano scene di stragi e successive sepolture di vittime dopo la liberazione del paese. Al di sopra, su un lato, si trova un fregio del leone di Giuda, uno dei simboli storici dell'Etiopia imperiale.